# Любартівський повіт
Любартівський повіт (пол. powiat lubartowski) — один з 20 земських повітів Люблінського воєводства Польщі. Утворений 1 січня 1999 року в результаті адміністративної реформи.

## Загальні дані
Повіт знаходиться у центральній частині воєводства.
Адміністративний центр — місто Любартів.
Станом на 1.01.2008 населення становить 90 235 осіб, площа 1288,75 км².

## Демографія
Демографічні дані повіту станом на 30.06.2005:
|       | Всього | Всього | Жінки  | Жінки | Чоловіки | Чоловіки |
| ----- | ------ | ------ | ------ | ----- | -------- | -------- |
|       | осіб   | %      | осіб   | %     | осіб     | %        |
| Повіт | 90 839 | 100    | 46 358 | 51    | 44 481   | 49       |
| Міста | 28 719 | 100    | 14 924 | 52    | 13 795   | 48       |
| Села  | 62 120 | 100    | 31 434 | 50,6  | 30 686   | 49,4     |

## Історія
За офіційним переписом населення Польщі 10 вересня 1921 року населення повіту становило 96 243 осіб (46 641 чоловік та 49 602 жінки), налічувалося 13 525 будинків. Розподіл за релігією: 83 732 римо-католиків (87,00 %), 9669 юдеїв (10,03 %), 1215 євангельських християн (1,26 %), 1197 православних (1,24 %), 430 християн інших конфесій (0,45 %). Розподіл за національністю: 86 889 поляків (90,28 %), 7653 євреїв (7,95 %), 951 українець (0,99 %), 715 німців (0,74 %), 35 осіб інших національностей (0,04 %).
9 вересня 1944 року в Любліні за вказівкою верховної радянської влади було укладено угоду між Польським комітет національного визволення та урядом УРСР, що передбачала польсько-український обмін населенням. З 15 жовтня 1944 по серпень 1946 року в Україну з Любартівського повіту було депортовано 811 осіб.